# Amazona violacea
Amazona violacea, "guadeloupeamazon", är en hypotetisk utdöd fågelart i familjen västpapegojor inom ordningen papegojfåglar. Den erkänns dock som giltig art av bland andra Birdlife International och IUCN. Fågeln ska ha förekommit på ön Guadeloupe i Västindien fram till slutet av 1700-talet.

## Taxonomi

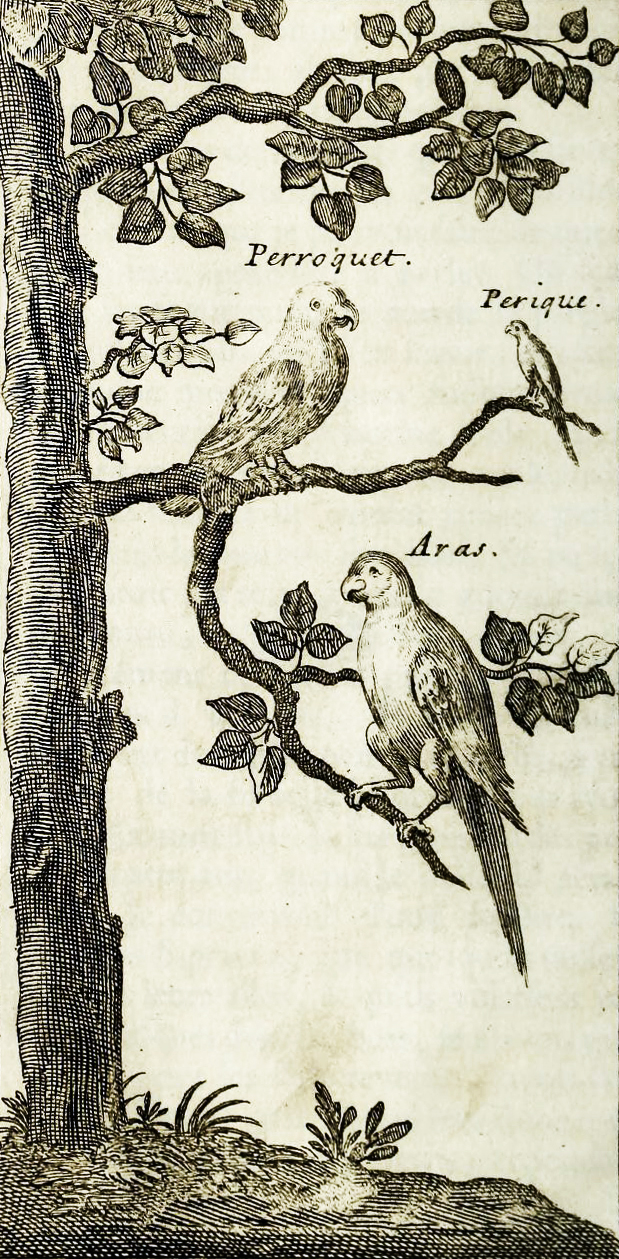
Labats illustration från 1722 av bland annat en "guadeloupeamazon", uppe till vänster.

"Guadeloupeamazonen" nämndes först av Jean-Baptiste Du Tertre 1664 och Jean-Baptiste Labat 1722. Enligt källorna var fågeln i färgerna lik kejsaramazon (A. imperialis) som än idag förekommer på Dominica, närmaste större ö söder om Guadeloupe. Storrs Olson och Edgar Maíz betraktar "A. violacea" som troligen identisk med denna.
Ett ben som hittades på ön Marie-Galante mellan Dominica och Guadeloupe har tilldelats A. violacea. Detta kan tolkas så att kejsaramazonen förekom på eller åtminstone förekom i handel mellan de tre öarna under förhistorisk tid.
"Violett ara" (Anodorhynchus purpurascens) beskrevs av Rothschild och återgavs i hans bok Extinct Birds utgiven 1907. Fågelns namn hos ursprungsbefolkningen ska ha varit oné couli. Rothschild namngav arten eftersom enfärgade blåaktiga aror sas förekomma på Guadeloupe, men när Rothschilds källor spårats på senare tid har det visat sig att "violaran" baserats på en dålig målning av guadeloupeamazonen gjord av Raymond Breton, en fransk missionär som befann sig på ön under franska revolutionens första år. Only the genus Ara is thus known to have colonised the West Indies.

## Utseende och beteende

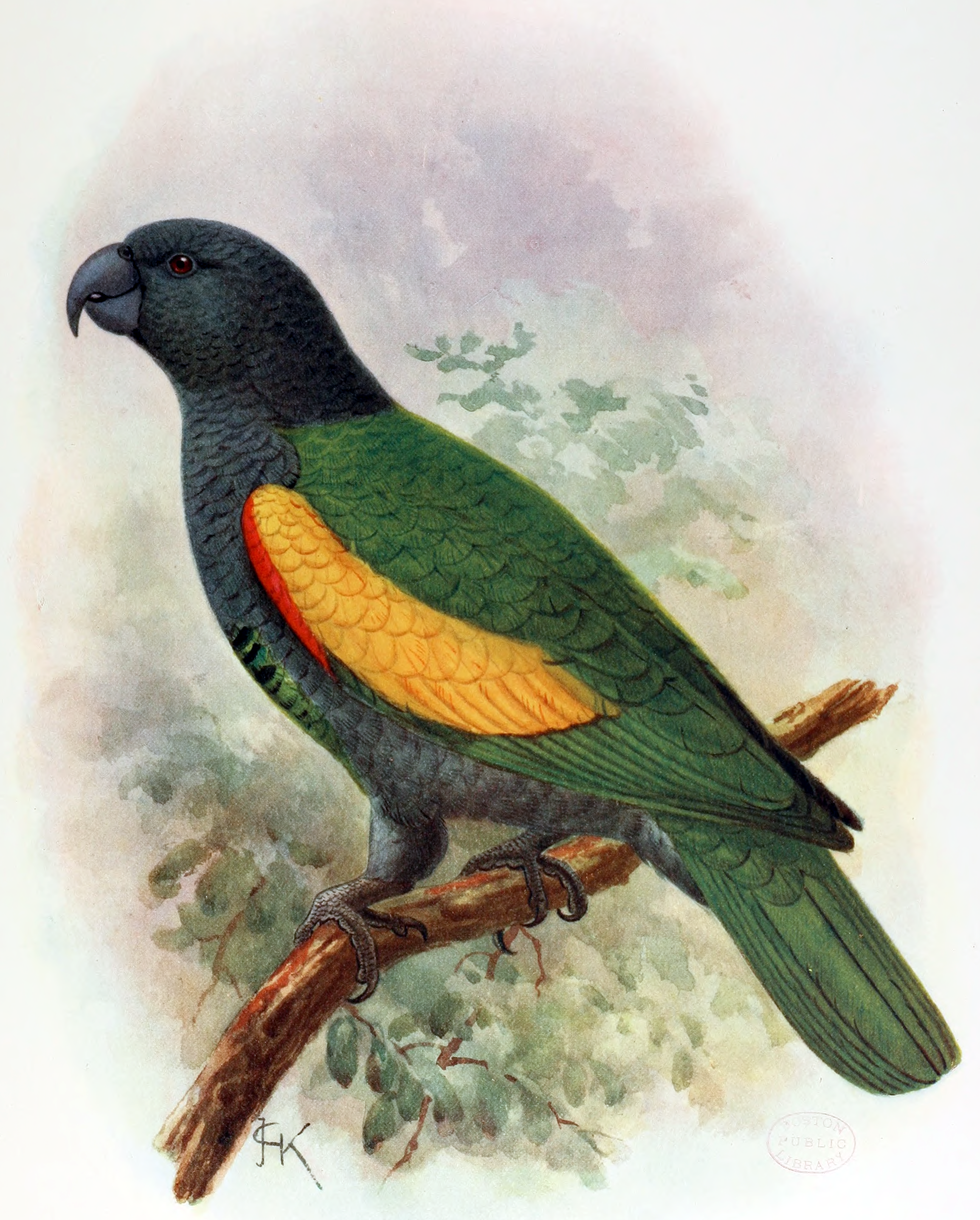
Hypotetisk avbildning av John Gerrard Keulemans, 1907

Du Tertre beskrev arten enligt följande 1667: Han är ungefär lika stor som en höna, har näbben och ögonen inramat av rött. Alla fjädrar på huvudet, nacken och buken är färgade violett, något blandat med svart och grönt. /.../ Hela övre delen av ryggen är grön, starkt bestruken av brunt. Handpennorna är svarta, resten gult, grönt och rött.
Labat beskrev fågeln 1742 så här: De från Guadeloupe är lite mindre än arorna; de har huvud, hals och buk skifferfärgad med några få gröna och svarta fjädrar, ryggen är helt grön och vingarna är gula och röda.
Du Tetre beskrev några detaljer från fågelns häckningsbiologi: Vi hade två som byggde bo ett hundratal steg från vårt hus i ett stort träd. Hanen och honan alternerade med att ruva, och kom en efter den andra att söka föda vid huset, dit de förde sina ungar när de var stora nog att lämna boet.

## Utdöende

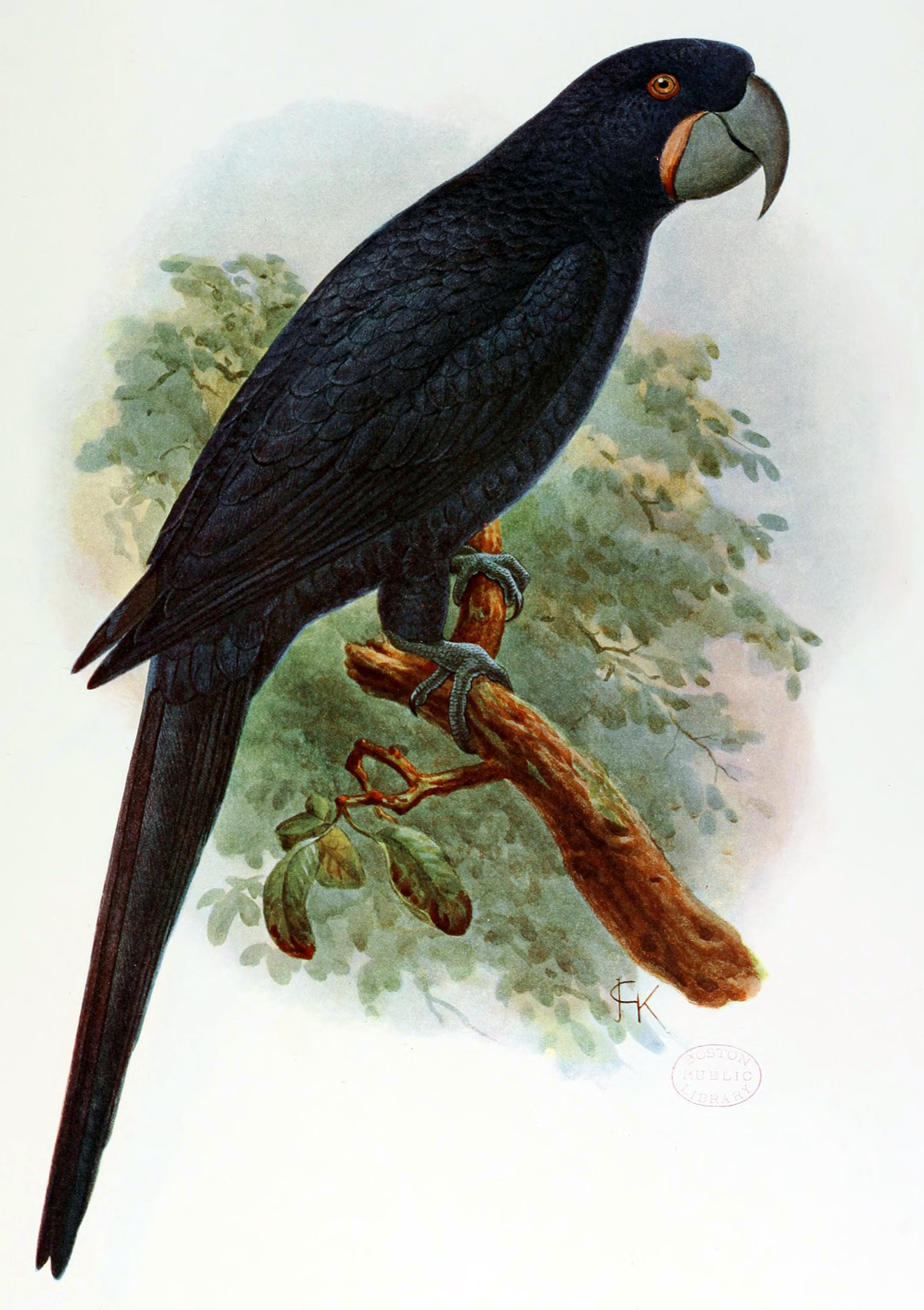
Avbildning av den ogiltiga arten "violett ara"

Guadeloupe är mindre bergigt än Dominica och befolkningen var större, vilket skulle ha lett till ett större tryck på "guadeloupeamazonen" än dess släkting på Dominica. Amazona violacea tros ha dött ut mot slutet av 1700-talet. Buffon konstaterade 1779 att fågeln hade blivit sällsynt och möjligen dött ut: Vi har aldrig sett denna papegoja och den förekommer inte på Cayenne. Den är även sällsynt på Guadeloupe idag, ty ingen av öns invånare har gett oss någon information om den.